# Vuelta a España 2013
Vuelta a España 2013 – 68. edycja wyścigu kolarskiego, który odbywał się w dniach od 24 sierpnia do 15 września 2013 roku. Liczył dwadzieścia jeden etapów, o łącznym dystansie 3319,1 km. Wyścig ten zaliczany był do rankingu światowego UCI World Tour 2013.

## Uczestnicy
Na starcie tego klasycznego wyścigu stanęło 198 kolarzy z 22 zawodowych ekip, dziewiętnaście drużyn jeżdżących w UCI World Tour 2013 i trzy profesjonalne ekipy zaproszone przez organizatorów z tzw. „dziką kartą”.
Startuje pięciu polskich kolarzy - z nr startowym 9. Sylwester Szmyd z grupy Movistar Team, Z 76. Maciej Paterski z Cannondale, ze 156. Bartosz Huzarski z Team NetApp - Endura, z 202. Rafał Majka z Team Saxo-Tinkoff i z numerem startowym 216. Tomasz Marczyński z Vacansoleil-DCM.
Nie startuje ubiegłoroczny triumfator Vuelta a España Hiszpan Alberto Contador z grupy Team Saxo-Tinkoff, w związku z tym z nr 1 jedzie zdobywca 2. miejsca w poprzedniej edycji, jego rodak Alejandro Valverde z Movistar Team.
Lista drużyn uczestniczących w wyścigu:
| Numery  | Kod | Zespół            |
| ------- | --- | ----------------- |
| 1-9     | MOV | Movistar Team     |
| 11-19   | ALM | Ag2r-La Mondiale  |
| 21-29   | ARG | Argos-Shimano     |
| 31-39   | AST | Pro Team Astana   |
| 41-49   | BEL | Belkin            |
| 51-59   | BMC | BMC Racing Team   |
| 61-69   | CJR | Caja Rural        |
| 71-79   | CAN | Cannondale        |
| 81-89   | COF | Cofidis           |
| 91-99   | EUS | Euskaltel-Euskadi |
| 101-109 | FDJ | FDJ               |

| Numery  | Kod | Drużyna                 |
| ------- | --- | ----------------------- |
| 111-119 | GRS | Garmin-Sharp            |
| 121-129 | KAT | Team Katusha            |
| 131-139 | LAM | Lampre-Merida           |
| 141-149 | LTB | Lotto-Belisol           |
| 151-159 | TNE | Team NetApp - Endura    |
| 161-169 | OPQ | Omega Pharma-Quick Step |
| 171-179 | OGE | Orica-GreenEDGE         |
| 181-189 | RLT | RadioShack-Leopard      |
| 191-199 | SKY | Sky Procycling          |
| 201-209 | TST | Team Saxo-Tinkoff       |
| 211-219 | VCD | Vacansoleil-DCM         |

## Lista etapów
| Etap | Data        | Miasta                                               | Długość       | Typ | Zwycięzca etapu   | Lider po etapie |
| ---- | ----------- | ---------------------------------------------------- | ------------- | --- | ----------------- | --------------- |
| 1.   | 24 sierpnia | Vilanova de Arousa – Sanxenxo                        | 27,4 km TTT   | TTT | Pro Team Astana   | Janez Brajkovič |
| 2.   | 25 sierpnia | Pontevedra – Baiona                                  | 177,7 km      |     | Nicolas Roche     | Vincenzo Nibali |
| 3.   | 26 sierpnia | Vigo – Mirador de Lobeira                            | 184,8 km      |     | Chris Horner      | Chris Horner    |
| 4.   | 27 sierpnia | Lalín – Finisterra                                   | 189 km        |     | Daniel Moreno     | Vincenzo Nibali |
| 5.   | 28 sierpnia | Sober – Lago de Sanabria                             | 174,3 km      |     | Michael Matthews  | Vincenzo Nibali |
| 6.   | 29 sierpnia | Guijuelo – Cáceres                                   | 175 km        |     | Michael Mørkøv    | Vincenzo Nibali |
| 7.   | 30 sierpnia | Almendralejo – Mairena del Aljarafe                  | 205,9 km      |     | Zdeněk Štybar     | Vincenzo Nibali |
| 8.   | 31 sierpnia | Jerez de la Frontera – Alto de Peñas Blancas         | 166,6 km      |     | Leopold König     | Nicolas Roche   |
| 9.   | 1 września  | Antequera – Valdepeñas de Jaén                       | 163,7 km      |     | Daniel Moreno     | Daniel Moreno   |
| 10.  | 2 września  | Torredelcampo – Alto de Haza Llana                   | 186,8 km      |     | Chris Horner      | Chris Horner    |
|      | 3 września  | Dzień przerwy                                        | Dzień przerwy |     | Dzień przerwy     | Dzień przerwy   |
| 11.  | 4 września  | Tarazona – Tarazona                                  | 38,8 km ITT   | ITT | Fabian Cancellara | Vincenzo Nibali |
| 12.  | 5 września  | Maella – Tarragona                                   | 164,2 km      |     | Philippe Gilbert  | Vincenzo Nibali |
| 13.  | 6 września  | Valls – Castelldefels                                | 169 km        |     | Warren Barguil    | Vincenzo Nibali |
| 14.  | 7 września  | Baga – Coll de la Gallina                            | 155,7 km      |     | Daniele Ratto     | Vincenzo Nibali |
| 15.  | 8 września  | Andora – Peyragudes                                  | 224,9 km      |     | Alexandre Geniez  | Vincenzo Nibali |
| 16.  | 9 września  | Graus – Formigal                                     | 146,8 km      |     | Warren Barguil    | Vincenzo Nibali |
|      | 10 września | Dzień przerwy                                        | Dzień przerwy |     | Dzień przerwy     | Dzień przerwy   |
| 17.  | 11 września | Calahorra – Burgos                                   | 189 km        |     | Bauke Mollema     | Vincenzo Nibali |
| 18.  | 12 września | Burgos – Peña Cabarga                                | 186,5 km      |     | Wasil Kiryjenka   | Vincenzo Nibali |
| 19.  | 13 września | San Vicente de la Barquera – Santa María del Naranco | 181 km        |     | Joaquim Rodríguez | Chris Horner    |
| 20.  | 14 września | Avilés – Alto de L'Angliru                           | 142,2 km      |     | Kenny Elissonde   | Chris Horner    |
| 21.  | 15 września | Leganés – Madryt                                     | 109,6 km      |     | Michael Matthews  | Chris Horner    |

### Etap 1 - 24.08:  Vilanova de Arousa > Sanxenxo, 27,4 km (TTT)
| # | Zespół                  | Czas    |
| - | ----------------------- | ------- |
| 1 | Pro Team Astana         | 29' 59" |
| 2 | RadioShack-Leopard      | + 10"   |
| 3 | Omega Pharma-Quick Step | + 16"   |

| #  | Zawodnik          | Zespół | Czas     |
| -- | ----------------- | ------ | -------- |
| 1  | Janez Brajkovič   | AST    | 29' 59"  |
| 2  | Vincenzo Nibali   | AST    | + 0"     |
| 3  | Paolo Tiralongo   | AST    | + 0"     |
|    |                   |        |          |
| 28 | Sylwester Szmyd   | MOV    | + 29"    |
| 33 | Rafał Majka       | TST    | + 32"    |
| 41 | Bartosz Huzarski  | TNE    | + 35"    |
| 86 | Tomasz Marczyński | VCD    | + 1' 18" |
| 99 | Maciej Paterski   | CAN    | + 1' 26" |

### Etap 2 - 25.08: Pontevedra - Baiona 177,7 km
| #  | Zawodnik           | Zespół | Czas       |
| -- | ------------------ | ------ | ---------- |
| 1  | Nicolas Roche      | TST    | 4h 37' 09" |
| 2  | Daniel Moreno      | KAT    | + 2"       |
| 3  | Domenico Pozzovivo | ALM    | + 6"       |
|    |                    |        |            |
| 12 | Rafał Majka        | TST    | + 14"      |
| 17 | Bartosz Huzarski   | TNE    | + 14"      |
| 41 | Tomasz Marczyński  | VCD    | + 51"      |
| 51 | Sylwester Szmyd    | MOV    | + 2' 19"   |
| 92 | Maciej Paterski    | CAN    | + 7' 26"   |

| #  | Zawodnik          | Zespół | Czas       |
| -- | ----------------- | ------ | ---------- |
| 1  | Vincenzo Nibali   | AST    | 5h 07' 22" |
| 2  | Nicolas Roche     | TST    | + 8"       |
| 3  | Haimar Zubeldia   | RLT    | + 10"      |
|    |                   |        |            |
| 9  | Rafał Majka       | TST    | + 32"      |
| 13 | Bartosz Huzarski  | TNE    | + 35"      |
| 44 | Tomasz Marczyński | VCD    | + 1' 55"   |
| 46 | Sylwester Szmyd   | MOV    | + 2' 34"   |
| 98 | Maciej Paterski   | CAN    | + 8' 38"   |

### Etap 3 - 26.08: Vigo – Mirador de Lobeira 184,8 km
| #   | Zawodnik           | Zespół | Czas       |
| --- | ------------------ | ------ | ---------- |
| 1   | Chris Horner       | RLT    | 4h 30' 18" |
| 2   | Alejandro Valverde | MOV    | + 3"       |
| 3   | Joaquim Rodríguez  | KAT    | + 3"       |
|     |                    |        |            |
| 12  | Rafał Majka        | TST    | + 3"       |
| 18  | Bartosz Huzarski   | TNE    | + 13"      |
| 55  | Tomasz Marczyński  | VCD    | + 51"      |
| 58  | Sylwester Szmyd    | MOV    | + 1' 03"   |
| 128 | Maciej Paterski    | CAN    | + 5' 40"   |

| #   | Zawodnik          | Zespół | Czas       |
| --- | ----------------- | ------ | ---------- |
| 1   | Chris Horner      | RLT    | 9h 37' 40" |
| 2   | Vincenzo Nibali   | AST    | + 3"       |
| 3   | Nicolas Roche     | TST    | + 11"      |
|     |                   |        |            |
| 8   | Rafał Majka       | TST    | + 35"      |
| 12  | Bartosz Huzarski  | TNE    | + 48"      |
| 41  | Tomasz Marczyński | VCD    | + 2' 46"   |
| 46  | Sylwester Szmyd   | MOV    | + 3' 37"   |
| 103 | Maciej Paterski   | CAN    | + 14' 18"  |

### Etap 4 - 27.08: Lalín – Finisterra 189 km
| #  | Zawodnik          | Zespół | Czas       |
| -- | ----------------- | ------ | ---------- |
| 1  | Daniel Moreno     | KAT    | 4h 37' 47" |
| 2  | Fabian Cancellara | RLT    | + 0"       |
| 3  | Michael Matthews  | OGE    | + 0"       |
|    |                   |        |            |
| 21 | Bartosz Huzarski  | TNE    | + 0"       |
| 37 | Tomasz Marczyński | VCD    | + 6"       |
| 40 | Rafał Majka       | TST    | + 6"       |
| 64 | Maciej Paterski   | CAN    | + 19"      |
| 65 | Sylwester Szmyd   | MOV    | + 22"      |

| #  | Zawodnik          | Zespół | Czas        |
| -- | ----------------- | ------ | ----------- |
| 1  | Vincenzo Nibali   | AST    | 14h 15' 30" |
| 2  | Chris Horner      | RLT    | + 3"        |
| 3  | Nicolas Roche     | TST    | + 8"        |
|    |                   |        |             |
| 9  | Rafał Majka       | TST    | + 38"       |
| 11 | Bartosz Huzarski  | TNE    | + 45"       |
| 39 | Tomasz Marczyński | VCD    | + 2' 49"    |
| 45 | Sylwester Szmyd   | MOV    | + 3' 56"    |
| 82 | Maciej Paterski   | CAN    | + 14' 34"   |

### Etap 5 - 28.08: Sober – Lago de Sanabria 174,3 km
| #  | Zawodnik            | Zespół | Czas       |
| -- | ------------------- | ------ | ---------- |
| 1  | Michael Matthews    | OGE    | 4h 28' 22" |
| 2  | Maximiliano Richeze | LAM    | + 0"       |
| 3  | Gianni Meersman     | LTB    | + 0"       |
|    |                     |        |            |
| 11 | Rafał Majka         | TST    | + 0"       |
| 64 | Maciej Paterski     | CAN    | + 0"       |
| 76 | Tomasz Marczyński   | VCD    | + 0"       |
| 85 | Bartosz Huzarski    | TNE    | + 0"       |
| 91 | Sylwester Szmyd     | MOV    | + 0"       |

| #  | Zawodnik          | Zespół | Czas        |
| -- | ----------------- | ------ | ----------- |
| 1  | Vincenzo Nibali   | AST    | 18h 43' 52" |
| 2  | Chris Horner      | RLT    | + 3"        |
| 3  | Nicolas Roche     | TST    | + 8"        |
|    |                   |        |             |
| 9  | Rafał Majka       | TST    | + 38"       |
| 11 | Bartosz Huzarski  | TNE    | + 45"       |
| 39 | Tomasz Marczyński | VCD    | + 2' 49"    |
| 44 | Sylwester Szmyd   | MOV    | + 3' 56"    |
| 71 | Maciej Paterski   | CAN    | + 14' 34"   |

### Etap 6 - 29.08: Guijuelo – Cáceres 175 km
| #   | Zawodnik            | Zespół | Czas       |
| --- | ------------------- | ------ | ---------- |
| 1   | Michael Mørkøv      | TST    | 3h 54' 15" |
| 2   | Maximiliano Richeze | LAM    | + 0"       |
| 3   | Fabian Cancellara   | RLT    | + 0"       |
|     |                     |        |            |
| 69  | Bartosz Huzarski    | TNE    | + 0"       |
| 75  | Rafał Majka         | TST    | + 0"       |
| 103 | Tomasz Marczyński   | VCD    | + 0"       |
| 130 | Sylwester Szmyd     | MOV    | + 0"       |
| 139 | Maciej Paterski     | CAN    | + 45"      |

| #  | Zawodnik          | Zespół | Czas        |
| -- | ----------------- | ------ | ----------- |
| 1  | Vincenzo Nibali   | AST    | 22h 38' 07" |
| 2  | Chris Horner      | RLT    | + 3"        |
| 3  | Nicolas Roche     | TST    | + 8"        |
|    |                   |        |             |
| 9  | Rafał Majka       | TST    | + 38"       |
| 11 | Bartosz Huzarski  | TNE    | + 45"       |
| 38 | Tomasz Marczyński | VCD    | + 2' 49"    |
| 44 | Sylwester Szmyd   | MOV    | + 3' 56"    |
| 79 | Maciej Paterski   | CAN    | + 15' 19"   |

### Etap 7 - 30.08: Almendralejo – Mairena del Aljarafe 205,9 km
| #   | Zawodnik          | Zespół | Czas       |
| --- | ----------------- | ------ | ---------- |
| 1   | Zdeněk Štybar     | OPQ    | 4h 51' 27" |
| 2   | Philippe Gilbert  | BMC    | + 0"       |
| 3   | Robert Wagner     | BEL    | + 1"       |
|     |                   |        |            |
| 31  | Rafał Majka       | TST    | + 1"       |
| 40  | Tomasz Marczyński | VCD    | + 1"       |
| 66  | Bartosz Huzarski  | TNE    | + 1"       |
| 105 | Sylwester Szmyd   | MOV    | + 1"       |
| 137 | Maciej Paterski   | CAN    | + 4' 19"   |

| #  | Zawodnik          | Zespół | Czas        |
| -- | ----------------- | ------ | ----------- |
| 1  | Vincenzo Nibali   | AST    | 22h 38' 07" |
| 2  | Chris Horner      | RLT    | + 3"        |
| 3  | Nicolas Roche     | TST    | + 8"        |
|    |                   |        |             |
| 9  | Rafał Majka       | TST    | + 38"       |
| 11 | Bartosz Huzarski  | TNE    | + 45"       |
| 38 | Tomasz Marczyński | VCD    | + 2' 49"    |
| 44 | Sylwester Szmyd   | MOV    | + 3' 56"    |
| 86 | Maciej Paterski   | CAN    | + 19' 37"   |

### Etap 8 - 31.08: Jerez de la Frontera – Alto de Peñas Blancas 166,6 km
| #   | Zawodnik          | Zespół | Czas       |
| --- | ----------------- | ------ | ---------- |
| 1   | Leopold König     | TNE    | 4h 09' 46" |
| 2   | Daniel Moreno     | KAT    | + 1"       |
| 3   | Nicolas Roche     | TST    | + 5"       |
|     |                   |        |            |
| 12  | Rafał Majka       | TST    | + 23"      |
| 44  | Tomasz Marczyński | VCD    | + 3' 55"   |
| 51  | Bartosz Huzarski  | TNE    | + 6' 23"   |
| 77  | Sylwester Szmyd   | MOV    | + 12' 14"  |
| 140 | Maciej Paterski   | CAN    | + 18' 53"  |

| #  | Zawodnik          | Zespół | Czas        |
| -- | ----------------- | ------ | ----------- |
| 1  | Nicolas Roche     | TST    | 31h 39' 30" |
| 2  | Chris Horner      | RLT    | + 17"       |
| 3  | Daniel Moreno     | KAT    | + 17"       |
|    |                   |        |             |
| 9  | Rafał Majka       | TST    | + 52"       |
| 40 | Tomasz Marczyński | VCD    | + 6' 35"    |
| 42 | Bartosz Huzarski  | TNE    | + 6' 59"    |
| 57 | Sylwester Szmyd   | MOV    | + 16' 01"   |
| 97 | Maciej Paterski   | CAN    | + 38' 21"   |

### Etap 9 - 01.09: Antequera – Valdepeñas de Jaén 163,7 km
| #   | Zawodnik           | Zespół | Czas       |
| --- | ------------------ | ------ | ---------- |
| 1   | Daniel Moreno      | KAT    | 4h 18' 57" |
| 2   | Alejandro Valverde | MOV    | + 4"       |
| 3   | Joaquim Rodríguez  | KAT    | + 4"       |
|     |                    |        |            |
| 39  | Rafał Majka        | TST    | + 57"      |
| 50  | Tomasz Marczyński  | VCD    | + 1' 19"   |
| 63  | Maciej Paterski    | CAN    | + 1' 45"   |
| 86  | Sylwester Szmyd    | MOV    | + 3' 01"   |
| 143 | Bartosz Huzarski   | TNE    | + 16' 19"  |

| #  | Zawodnik          | Zespół | Czas        |
| -- | ----------------- | ------ | ----------- |
| 1  | Daniel Moreno     | KAT    | 35h 58' 34" |
| 2  | Nicolas Roche     | TST    | + 1"        |
| 3  | Vincenzo Nibali   | AST    | + 19"       |
|    |                   |        |             |
| 12 | Rafał Majka       | TST    | + 1' 42"    |
| 39 | Tomasz Marczyński | VCD    | + 7' 47"    |
| 51 | Sylwester Szmyd   | MOV    | + 18' 55"   |
| 57 | Bartosz Huzarski  | TNE    | + 23' 11"   |
| 88 | Maciej Paterski   | CAN    | + 39' 59"   |

### Etap 10 - 02.09: Torredelcampo – Alto de Haza Llana 186,8 km
| #   | Zawodnik           | Zespół | Czas       |
| --- | ------------------ | ------ | ---------- |
| 1   | Chris Horner       | RLT    | 4h 30' 22" |
| 2   | Vincenzo Nibali    | AST    | + 48"      |
| 3   | Alejandro Valverde | MOV    | + 1' 02"   |
|     |                    |        |            |
| 10  | Rafał Majka        | TST    | + 1' 52"   |
| 31  | Tomasz Marczyński  | VCD    | + 5' 00"   |
| 47  | Sylwester Szmyd    | MOV    | + 13' 37"  |
| 56  | Bartosz Huzarski   | TNE    | + 17' 09"  |
| 109 | Maciej Paterski    | CAN    | + 22' 38"  |

| #  | Zawodnik          | Zespół | Czas         |
| -- | ----------------- | ------ | ------------ |
| 1  | Chris Horner      | RLT    | 40h 29' 14"  |
| 2  | Vincenzo Nibali   | AST    | + 43"        |
| 3  | Nicolas Roche     | TST    | + 53"        |
|    |                   |        |              |
| 9  | Rafał Majka       | TST    | + 3' 16"     |
| 32 | Tomasz Marczyński | VCD    | + 12' 26"    |
| 46 | Sylwester Szmyd   | MOV    | + 32' 14"    |
| 54 | Bartosz Huzarski  | TNE    | + 40' 02"    |
| 83 | Maciej Paterski   | CAN    | + 1h 02' 18" |

### Etap 11 - 04.09: Tarazona – Tarazona 38,8 km
| #  | Zawodnik           | Zespół | Czas     |
| -- | ------------------ | ------ | -------- |
| 1  | Fabian Cancellara  | RLT    | 51' 00"  |
| 2  | Tony Martin        | OPQ    | + 37"    |
| 3  | Domenico Pozzovivo | ALM    | + 1' 24" |
|    |                    |        |          |
| 16 | Rafał Majka        | TST    | + 2' 38" |
| 58 | Sylwester Szmyd    | MOV    | + 5' 02" |
| 67 | Tomasz Marczyński  | VCD    | + 5' 09" |
| 83 | Maciej Paterski    | CAN    | + 5' 23" |
| 98 | Bartosz Huzarski   | TNE    | + 5' 55" |

| #  | Zawodnik           | Zespół | Czas         |
| -- | ------------------ | ------ | ------------ |
| 1  | Vincenzo Nibali    | AST    | 41h 22' 22"  |
| 2  | Nicolas Roche      | TST    | + 33"        |
| 3  | Alejandro Valverde | MOV    | + 46"        |
|    |                    |        |              |
| 9  | Rafał Majka        | TST    | + 3' 46"     |
| 31 | Tomasz Marczyński  | VCD    | + 15' 27"    |
| 44 | Sylwester Szmyd    | MOV    | + 35' 08"    |
| 55 | Bartosz Huzarski   | TNE    | + 43' 49"    |
| 82 | Maciej Paterski    | CAN    | + 1h 05' 33" |

### Etap 12 - 05.09: Maella – Tarragona 164,2 km
| #   | Zawodnik             | Zespół | Czas       |
| --- | -------------------- | ------ | ---------- |
| 1   | Philippe Gilbert     | BMC    | 4h 03' 44" |
| 2   | Edvald Boasson Hagen | SKY    | + 0"       |
| 3   | Maximiliano Richeze  | LAM    | + 0"       |
|     |                      |        |            |
| 29  | Rafał Majka          | TST    | + 0"       |
| 60  | Tomasz Marczyński    | VCD    | + 10"      |
| 96  | Maciej Paterski      | CAN    | + 59"      |
| 123 | Sylwester Szmyd      | MOV    | + 2' 11"   |
| 155 | Bartosz Huzarski     | TNE    | + 2' 47"   |

| #  | Zawodnik           | Zespół | Czas         |
| -- | ------------------ | ------ | ------------ |
| 1  | Vincenzo Nibali    | AST    | 45h 26' 06"  |
| 2  | Nicolas Roche      | TST    | + 31"        |
| 3  | Alejandro Valverde | MOV    | + 46"        |
|    |                    |        |              |
| 9  | Rafał Majka        | TST    | + 3' 46"     |
| 30 | Tomasz Marczyński  | VCD    | + 15' 37"    |
| 45 | Sylwester Szmyd    | MOV    | + 37' 19"    |
| 57 | Bartosz Huzarski   | TNE    | + 46' 36"    |
| 82 | Maciej Paterski    | CAN    | + 1h 06' 32" |

### Etap 13 - 06.09: Valls – Castelldefels 169 km
| #  | Zawodnik          | Zespół | Czas       |
| -- | ----------------- | ------ | ---------- |
| 1  | Warren Barguil    | FDJ    | 4h 00' 13" |
| 2  | Rinaldo Nocentini | ALM    | + 7"       |
| 3  | Bauke Mollema     | BEL    | + 7"       |
|    |                   |        |            |
| 21 | Rafał Majka       | TST    | + 2' 43"   |
| 42 | Maciej Paterski   | CAN    | + 2' 54"   |
| 57 | Tomasz Marczyński | VCD    | + 2' 56"   |
| 85 | Sylwester Szmyd   | MOV    | + 3' 20"   |
| 86 | Bartosz Huzarski  | TNE    | + 3' 29"   |

| #  | Zawodnik           | Zespół | Czas         |
| -- | ------------------ | ------ | ------------ |
| 1  | Vincenzo Nibali    | AST    | 49h 29' 02"  |
| 2  | Nicolas Roche      | TST    | + 31"        |
| 3  | Alejandro Valverde | MOV    | + 46"        |
|    |                    |        |              |
| 9  | Rafał Majka        | TST    | + 3' 46"     |
| 30 | Tomasz Marczyński  | VCD    | + 15' 50"    |
| 44 | Sylwester Szmyd    | MOV    | + 37' 56"    |
| 52 | Bartosz Huzarski   | TNE    | + 47' 22"    |
| 76 | Maciej Paterski    | CAN    | + 1h 06' 43" |

### Etap 14 - 07.09: Baga – Coll de la Gallina 155,7 km
| #   | Zawodnik          | Zespół | Czas       |
| --- | ----------------- | ------ | ---------- |
| 1   | Daniele Ratto     | CAN    | 4h 00' 13" |
| 2   | Vincenzo Nibali   | AST    | + 3' 53"   |
| 3   | Chris Horner      | RLT    | + 3' 55"   |
|     |                   |        |            |
| 39  | Bartosz Huzarski  | TNE    | + 13' 06"  |
| 59  | Sylwester Szmyd   | MOV    | + 20' 04"  |
| 75  | Rafał Majka       | TST    | + 23' 16"  |
| 118 | Tomasz Marczyński | VCD    | + 29' 12"  |
| 120 | Maciej Paterski   | CAN    | + 29' 12"  |

| #  | Zawodnik           | Zespół | Czas         |
| -- | ------------------ | ------ | ------------ |
| 1  | Vincenzo Nibali    | AST    | 53h 56' 49"  |
| 2  | Chris Horner       | RLT    | + 50"        |
| 3  | Alejandro Valverde | MOV    | + 1' 42"     |
|    |                    |        |              |
| 26 | Rafał Majka        | TST    | + 23' 15"    |
| 32 | Tomasz Marczyński  | VCD    | + 41' 15"    |
| 39 | Sylwester Szmyd    | MOV    | + 54' 13"    |
| 42 | Bartosz Huzarski   | TNE    | + 56' 41"    |
| 82 | Maciej Paterski    | CAN    | + 1h 32' 08" |

### Etap 15 - 08.09: Andora – Peyragudes 224,9 km
| #  | Zawodnik          | Zespół | Czas       |
| -- | ----------------- | ------ | ---------- |
| 1  | Alexandre Geniez  | FDJ    | 6h 20' 12" |
| 2  | Michele Scarponi  | LAM    | + 3' 03"   |
| 3  | Nicolas Roche     | TST    | + 3' 07"   |
|    |                   |        |            |
| 15 | Rafał Majka       | TST    | + 4' 55"   |
| 37 | Maciej Paterski   | CAN    | + 14' 18"  |
| 41 | Sylwester Szmyd   | MOV    | + 15' 16"  |
| 66 | Bartosz Huzarski  | TNE    | + 21' 29"  |
| -  | Tomasz Marczyński | VCD    | DNS        |

| #  | Zawodnik           | Zespół | Czas         |
| -- | ------------------ | ------ | ------------ |
| 1  | Vincenzo Nibali    | AST    | 60h 20' 21"  |
| 2  | Chris Horner       | RLT    | + 50"        |
| 3  | Alejandro Valverde | MOV    | + 1' 42"     |
|    |                    |        |              |
| 22 | Rafał Majka        | TST    | + 24' 50"    |
| 37 | Sylwester Szmyd    | MOV    | + 1h 06' 09" |
| 46 | Bartosz Huzarski   | TNE    | + 1h 14' 50" |
| 64 | Maciej Paterski    | CAN    | + 1h 43' 06" |

### Etap 16 - 09.09: Graus – Formigal 146,8 km
| #  | Zawodnik         | Zespół | Czas       |
| -- | ---------------- | ------ | ---------- |
| 1  | Warren Barguil   | FDJ    | 3h 43' 31" |
| 2  | Rigoberto Urán   | SKY    | + 0"       |
| 3  | Bartosz Huzarski | TNE    | + 3"       |
|    |                  |        |            |
| 7  | Maciej Paterski  | CAN    | + 37"      |
| 40 | Rafał Majka      | TST    | + 4' 00"   |
| 43 | Sylwester Szmyd  | MOV    | + 4' 08"   |

| #  | Zawodnik           | Zespół | Czas         |
| -- | ------------------ | ------ | ------------ |
| 1  | Vincenzo Nibali    | AST    | 64h 06' 01"  |
| 2  | Chris Horner       | RLT    | + 28"        |
| 3  | Alejandro Valverde | MOV    | + 1' 14"     |
|    |                    |        |              |
| 23 | Rafał Majka        | TST    | + 26' 41"    |
| 37 | Sylwester Szmyd    | MOV    | + 1h 08' 07" |
| 39 | Bartosz Huzarski   | TNE    | + 1h 12' 40" |
| 58 | Maciej Paterski    | CAN    | + 1h 41' 34" |

### Etap 17 - 11.09: Calahorra – Burgos 189 km
| #  | Zawodnik             | Zespół | Czas       |
| -- | -------------------- | ------ | ---------- |
| 1  | Bauke Mollema        | BEL    | 4h 44' 28" |
| 2  | Edvald Boasson Hagen | SKY    | + 0"       |
| 3  | Maximiliano Richeze  | LAM    | + 0"       |
|    |                      |        |            |
| 29 | Rafał Majka          | TST    | + 0"       |
| 81 | Bartosz Huzarski     | TNE    | + 1' 31"   |
| 82 | Sylwester Szmyd      | MOV    | + 1' 31"   |
| 96 | Maciej Paterski      | CAN    | + 1' 44"   |

| #  | Zawodnik           | Zespół | Czas         |
| -- | ------------------ | ------ | ------------ |
| 1  | Vincenzo Nibali    | AST    | 68h 50' 29"  |
| 2  | Chris Horner       | RLT    | + 28"        |
| 3  | Alejandro Valverde | MOV    | + 1' 14"     |
|    |                    |        |              |
| 23 | Rafał Majka        | TST    | + 26' 41"    |
| 37 | Sylwester Szmyd    | MOV    | + 1h 09' 38" |
| 39 | Bartosz Huzarski   | TNE    | + 1h 14' 11" |
| 58 | Maciej Paterski    | CAN    | + 1h 43' 18" |

### Etap 18 - 12.09: Burgos – Peña Cabarga 186,5 km
| #   | Zawodnik             | Zespół | Czas       |
| --- | -------------------- | ------ | ---------- |
| 1   | Wasil Kiryjenka      | SKY    | 4h 46' 48" |
| 2   | Chris Anker Sørensen | TST    | + 28"      |
| 3   | Adam Hansen          | LTB    | + 1' 18"   |
|     |                      |        |            |
| 27  | Bartosz Huzarski     | TNE    | + 3' 42"   |
| 28  | Rafał Majka          | TST    | + 3' 42"   |
| 75  | Maciej Paterski      | CAN    | + 10' 26"  |
| 101 | Sylwester Szmyd      | MOV    | + 14' 20"  |

| #  | Zawodnik           | Zespół | Czas         |
| -- | ------------------ | ------ | ------------ |
| 1  | Vincenzo Nibali    | AST    | 73h 39' 35"  |
| 2  | Chris Horner       | RLT    | + 3"         |
| 3  | Alejandro Valverde | MOV    | + 1' 09"     |
|    |                    |        |              |
| 22 | Rafał Majka        | TST    | + 28' 05"    |
| 37 | Bartosz Huzarski   | TNE    | + 1h 15' 35" |
| 41 | Sylwester Szmyd    | MOV    | + 1h 21' 40" |
| 60 | Maciej Paterski    | CAN    | + 1h 51' 26" |

### Etap 19 - 13.09: San Vicente de la Barquera – Santa María del Naranco 181 km
| #  | Zawodnik          | Zespół | Czas       |
| -- | ----------------- | ------ | ---------- |
| 1  | Joaquim Rodríguez | KAT    | 4h 16' 13" |
| 2  | Diego Ulissi      | LAM    | + 11"      |
| 3  | Daniel Moreno     | KAT    | + 11"      |
|    |                   |        |            |
| 23 | Bartosz Huzarski  | TNE    | + 1' 05"   |
| 29 | Rafał Majka       | TST    | + 1' 42"   |
| 35 | Maciej Paterski   | CAN    | + 2' 25"   |
| 77 | Sylwester Szmyd   | MOV    | + 9' 31"   |

| #  | Zawodnik           | Zespół | Czas         |
| -- | ------------------ | ------ | ------------ |
| 1  | Chris Horner       | RLT    | 77h 56' 05"  |
| 2  | Vincenzo Nibali    | AST    | + 3"         |
| 3  | Alejandro Valverde | MOV    | + 1' 06"     |
|    |                    |        |              |
| 22 | Rafał Majka        | TST    | + 29' 30"    |
| 35 | Bartosz Huzarski   | TNE    | + 1h 16' 23" |
| 43 | Sylwester Szmyd    | MOV    | + 1h 30' 54" |
| 56 | Maciej Paterski    | CAN    | + 1h 53' 34" |

### Etap 20 - 14.09: Avilés – Alto de L′Angliru 142,2 km
| #  | Zawodnik           | Zespół | Czas       |
| -- | ------------------ | ------ | ---------- |
| 1  | Kenny Elissonde    | FDJ    | 3h 55' 36" |
| 2  | Chris Horner       | RLT    | + 26"      |
| 3  | Alejandro Valverde | MOV    | + 54"      |
|    |                    |        |            |
| 18 | Rafał Majka        | TST    | + 3' 42"   |
| 35 | Bartosz Huzarski   | TNE    | + 9' 24"   |
| 38 | Maciej Paterski    | CAN    | + 9' 35"   |
| 73 | Sylwester Szmyd    | MOV    | + 17' 34"  |

| #  | Zawodnik           | Zespół | Czas         |
| -- | ------------------ | ------ | ------------ |
| 1  | Chris Horner       | RLT    | 81h 52' 01"  |
| 2  | Vincenzo Nibali    | AST    | + 37"        |
| 3  | Alejandro Valverde | MOV    | + 1' 36"     |
|    |                    |        |              |
| 19 | Rafał Majka        | TST    | + 32' 52"    |
| 34 | Bartosz Huzarski   | TNE    | + 1h 25' 27" |
| 45 | Sylwester Szmyd    | MOV    | + 1h 48' 08" |
| 54 | Maciej Paterski    | CAN    | + 2h 02' 49" |

### Etap 21 - 15.09: Leganés – Madryt 109,6 km
| #   | Zawodnik         | Zespół | Czas       |
| --- | ---------------- | ------ | ---------- |
| 1   | Michael Matthews | OGE    | 2h 44' 00" |
| 2   | Tyler Farrar     | GRS    | + 0"       |
| 3   | Nikias Arndt     | ARG    | + 0"       |
|     |                  |        |            |
| 37  | Rafał Majka      | TST    | + 3"       |
| 89  | Sylwester Szmyd  | MOV    | + 20"      |
| 109 | Maciej Paterski  | CAN    | + 34"      |
| 126 | Bartosz Huzarski | TNE    | + 50"      |

| #  | Zawodnik           | Zespół | Czas         |
| -- | ------------------ | ------ | ------------ |
| 1  | Chris Horner       | RLT    | 84h 36' 04"  |
| 2  | Vincenzo Nibali    | AST    | + 37"        |
| 3  | Alejandro Valverde | MOV    | + 1' 36"     |
|    |                    |        |              |
| 19 | Rafał Majka        | TST    | + 32' 52"    |
| 35 | Bartosz Huzarski   | TNE    | + 1h 26' 14" |
| 45 | Sylwester Szmyd    | MOV    | + 1h 48' 25" |
| 54 | Maciej Paterski    | CAN    | + 2h 03' 20" |

## Posiadacze koszulek po poszczególnych etapach
| Etap                 | Zwycięzca            | Klasyfikacja Generalna | Klasyfikacja Punktowa | Klasyfikacja Górska | Klasyfikacja Kombinowana | Klasyfikacja Drużynowa | Klasyfikacja Najaktywniejszych |
| -------------------- | -------------------- | ---------------------- | --------------------- | ------------------- | ------------------------ | ---------------------- | ------------------------------ |
| 1                    | Pro Team Astana      | Janez Brajkovič        | -                     | -                   | -                        | Pro Team Astana        | Janez Brajkovič                |
| 2                    | Nicolas Roche        | Vincenzo Nibali        | Nicolas Roche         | Nicolas Roche       | Nicolas Roche            | RadioShack-Leopard     | Alex Rasmussen                 |
| 3                    | Chris Horner         | Chris Horner           | Nicolas Roche         | Nicolas Roche       | Nicolas Roche            | RadioShack-Leopard     | Pablo Urtasun                  |
| 4                    | Daniel Moreno        | Vincenzo Nibali        | Daniel Moreno         | Nicolas Roche       | Nicolas Roche            | RadioShack-Leopard     | Nicolas Edet                   |
| 5                    | Michael Matthews     | Vincenzo Nibali        | Daniel Moreno         | Nicolas Roche       | Nicolas Roche            | RadioShack-Leopard     | Antonio Piedra                 |
| 6                    | Michael Mørkøv       | Vincenzo Nibali        | Michael Matthews      | Nicolas Roche       | Nicolas Roche            | RadioShack-Leopard     | Tony Martin                    |
| 7                    | Zdeněk Štybar        | Vincenzo Nibali        | Michael Matthews      | Nicolas Roche       | Nicolas Roche            | RadioShack-Leopard     | Javier Aramendia               |
| 8                    | Leopold König        | Nicolas Roche          | Daniel Moreno         | Nicolas Roche       | Nicolas Roche            | Team Saxo-Tinkoff      | Antonio Piedra                 |
| 9                    | Daniel Moreno        | Daniel Moreno          | Daniel Moreno         | Nicolas Roche       | Daniel Moreno            | Team Movistar          | Javier Aramendia               |
| 10                   | Chris Horner         | Chris Horner           | Daniel Moreno         | Chris Horner        | Chris Horner             | Team Saxo-Tinkoff      | Juan Antonio Flecha            |
| 11                   | Fabian Cancellara    | Vincenzo Nibali        | Daniel Moreno         | Chris Horner        | Nicolas Roche            | Pro Team Astana        | Fabian Cancellara              |
| 12                   | Philippe Gilbert     | Vincenzo Nibali        | Daniel Moreno         | Chris Horner        | Nicolas Roche            | Pro Team Astana        | Fabricio Ferrari               |
| 13                   | Warren Barguil       | Vincenzo Nibali        | Daniel Moreno         | Chris Horner        | Nicolas Roche            | Pro Team Astana        | Michele Scarponi               |
| 14                   | Daniele Ratto        | Vincenzo Nibali        | Alejandro Valverde    | Daniele Ratto       | Chris Horner             | Pro Team Astana        | Daniele Ratto                  |
| 15                   | Alexandre Geniez     | Vincenzo Nibali        | Alejandro Valverde    | Nicolas Edet        | Chris Horner             | Pro Team Astana        | Alexandre Geniez               |
| 16                   | Warren Barguil       | Vincenzo Nibali        | Alejandro Valverde    | Nicolas Edet        | Chris Horner             | Euskaltel-Euskadi      | Juan Antonio Flecha            |
| 17                   | Bauke Mollema        | Vincenzo Nibali        | Alejandro Valverde    | Nicolas Edet        | Chris Horner             | Euskaltel-Euskadi      | Javier Aramendia               |
| 18                   | Wasil Kiryjenka      | Vincenzo Nibali        | Alejandro Valverde    | Nicolas Edet        | Chris Horner             | Euskaltel-Euskadi      | Egoi Martínez                  |
| 19                   | Joaquim Rodríguez    | Chris Horner           | Alejandro Valverde    | Nicolas Edet        | Chris Horner             | Euskaltel-Euskadi      | Edvald Boasson Hagen           |
| 20                   | Kenny Elissonde      | Chris Horner           | Alejandro Valverde    | Nicolas Edet        | Chris Horner             | Euskaltel-Euskadi      | David Arroyo                   |
| 21                   | Michael Matthews     | Chris Horner           | Alejandro Valverde    | Nicolas Edet        | Chris Horner             | Euskaltel-Euskadi      | Javier Aramendia               |
| Klasyfikacja końcowa | Klasyfikacja końcowa | Chris Horner           | Alejandro Valverde    | Nicolas Edet        | Chris Horner             | Euskaltel-Euskadi      | -                              |

## Klasyfikacje końcowe

### Klasyfikacja generalna
|    | Zawodnik           | Zespół               | Czas         |
| -- | ------------------ | -------------------- | ------------ |
| 1  | Christopher Horner | RadioShack-Leopard   | 84h 36' 04"  |
| 2  | Vincenzo Nibali    | Pro Team Astana      | + 37″        |
| 3  | Alejandro Valverde | Movistar Team        | + 1' 36″     |
| 4  | Joaquim Rodríguez  | Team Katusha         | + 3' 22″     |
| 5  | Nicolas Roche      | Team Saxo-Tinkoff    | + 7' 11″     |
| 6  | Domenico Pozzovivo | Ag2r-La Mondiale     | + 8' 00"     |
| 7  | Thibaut Pinot      | FDJ                  | + 8' 41"     |
| 8  | Samuel Sánchez     | Euskaltel-Euskadi    | + 9' 51"     |
| 9  | Leopold König      | Team NetApp - Endura | + 10' 11"    |
| 10 | Daniel Moreno      | Team Katusha         | + 13' 11"    |
|    |                    |                      |              |
| 19 | Rafał Majka        | Team Saxo-Tinkoff    | + 32' 52"    |
| 35 | Bartosz Huzarski   | Team NetApp - Endura | + 1h 26' 14" |
| 45 | Sylwester Szmyd    | Team Movistar        | + 1h 48' 25" |
| 54 | Maciej Paterski    | Cannondale           | + 2h 03' 20" |

|    | Zawodnik             | Zespół                       | Punkty |
| -- | -------------------- | ---------------------------- | ------ |
| 1  | Alejandro Valverde   | Movistar Team                | 152    |
| 2  | Christopher Horner   | RadioShack-Leopard           | 126    |
| 3  | Joaquim Rodríguez    | Team Katusha                 | 125    |
| 4  | Nicolas Roche        | Team Saxo-Tinkoff            | 122    |
| 5  | Daniel Moreno        | Team Katusha                 | 119    |
| 6  | Vincenzo Nibali      | Pro Team Astana              | 111    |
| 7  | Maximiliano Richeze  | Lampre-Merida                | 84     |
| 8  | Michael Matthews     | Orica-GreenEDGE Cycling Team | 83     |
| 9  | Bauke Mollema        | Belkin                       | 78     |
| 10 | Edvald Boasson Hagen | Sky Procycling               | 75     |
|    |                      |                              |        |
| 37 | Rafał Majka          | Team Saxo-Tinkoff            | 24     |
| 48 | Bartosz Huzarski     | Team NetApp - Endura         | 16     |
| 60 | Maciej Paterski      | Cannondale                   | 10     |
| 95 | Sylwester Szmyd      | Team Movistar                | 1      |

|    | Zawodnik           | Zespół               | Punkty |
| -- | ------------------ | -------------------- | ------ |
| 1  | Nicolas Edet       | Cofidis              | 46     |
| 2  | Christopher Horner | RadioShack-Leopard   | 32     |
| 3  | Daniele Ratto      | Cannondale           | 30     |
| 4  | André Cardoso      | Caja Rural           | 26     |
| 5  | Vincenzo Nibali    | Pro Team Astana      | 23     |
| 6  | Amets Txurruka     | Caja Rural           | 22     |
| 7  | Kenny Elissonde    | FDJ                  | 21     |
| 8  | Nicolas Roche      | Team Saxo-Tinkoff    | 19     |
| 9  | Wasil Kiryjenka    | Sky Procycling       | 18     |
| 10 | Michele Scarponi   | Lampre-Merida        | 17     |
|    |                    |                      |        |
| 32 | Bartosz Huzarski   | Team NetApp - Endura | 4      |

|    | Zawodnik           | Zespół               | Punkty |
| -- | ------------------ | -------------------- | ------ |
| 1  | Christopher Horner | RadioShack-Leopard   | 5      |
| 2  | Vincenzo Nibali    | Pro Team Astana      | 13     |
| 3  | Alejandro Valverde | Movistar Team        | 17     |
| 4  | Nicolas Roche      | Team Saxo-Tinkoff    | 17     |
| 5  | Joaquim Rodríguez  | Team Katusha         | 27     |
| 6  | Daniel Moreno      | Team Katusha         | 32     |
| 7  | Michele Scarponi   | Lampre-Merida        | 41     |
| 8  | Leopold König      | Team NetApp - Endura | 42     |
| 9  | Domenico Pozzovivo | Ag2r-La Mondiale     | 43     |
| 10 | André Cardoso      | Caja Rural           | 54     |
|    |                    |                      |        |
| 27 | Bartosz Huzarski   | Team NetApp - Endura | 115    |

|    | Zespół               | Czas         |
| -- | -------------------- | ------------ |
| 1  | Euskaltel-Euskadi    | 253h 29′ 35″ |
| 2  | Movistar Team        | + 1' 02"     |
| 3  | Pro Team Astana      | + 1' 30"     |
| 4  | Team Saxo-Tinkoff    | + 9' 56"     |
| 5  | Caja Rural           | + 33' 48"    |
| 6  | Team Katusha         | + 45' 21"    |
| 7  | RadioShack-Leopard   | + 46' 54"    |
| 8  | Team NetApp - Endura | + 52' 29"    |
| 9  | FDJ                  | + 1h 01' 21" |
| 10 | BMC Racing Team      | + 1h 56' 46" |